# Iotrochota nigra
Iotrochota nigra är en svampdjursart som först beskrevs av Baer 1906.  Iotrochota nigra ingår i släktet Iotrochota och familjen Iotrochotidae. Inga underarter finns listade i Catalogue of Life.